# Guinea-bissauisch-portugiesische Beziehungen
Die guinea-bissauisch-portugiesischen Beziehungen beschreiben das zwischenstaatliche Verhältnis von Guinea-Bissau und Portugal. Die Länder unterhalten seit 1974 direkte diplomatische Beziehungen.
Das bilaterale Verhältnis ist geprägt von der Geschichte Guinea-Bissaus als Portugiesische Kolonie seit dem 15. Jahrhundert, die nach dem Portugiesischen Kolonialkrieg (ab 1963) mit der Unabhängigkeit des Landes 1974 endete. Bis heute sind die Länder auf vielfältige Weise verbunden und sind u. a. Gründungsmitglieder der Gemeinschaft der Portugiesischsprachigen Länder. Etwa 17.000 Bürger Guinea-Bissaus sind in Portugal gemeldet, während etwa 7.000 Portugiesen in Guinea-Bissau leben.
Der ehemalige portugiesische Premierminister Pedro Passos Coelho ist mit der aus Guinea-Bissau stammenden Physiotherapeutin Laura Maria Garcês Ferreira verheiratet und hat eine Tochter mit ihr.

## Geschichte

### Bis 1900
Der portugiesische Entdecker Nuno Tristão erreichte 1446 die Küste des heutigen Guinea-Bissaus. Cacheu wurde 1588 zur portugiesischen Faktorei und 1614 zur portugiesischen Kolonie, die von den Kapverdischen Inseln aus verwaltet wurde. Dabei gingen Portugiesen aus Militär, Verwaltung oder Handel auch Beziehungen zu Einheimischen ein, etwa mit Töchtern lokaler Handelsfamilien oder befreundeter Sklavenhändler. Sie wurden Signare genannt, Crispina Peres etwa war eine bekannte Vertreterin im 17. Jh.
1753 gründeten die Portugiesen die Kolonie Bissau, ebenfalls von den Kapverden aus verwaltet. 1692 wurden die portugiesischen Besitzungen im heutigen Guinea-Bissau zum Kapitanat erhoben. Besonders als Stützpunkt für den Sklavenhandel hatte Guinea-Bissau Bedeutung, bis zum Verbot des Sklavenhandels in Portugal 1836.
Zur direkten portugiesischen Kolonie Portugiesisch-Guinea wurde das Gebiet im Jahr 1879, mit Bolama als neuer Hauptstadt. Nach der Kongokonferenz legten Frankreich und Portugal 1886 die Grenze zwischen ihren Besitzungen in Guinea fest.

### Seit 1900

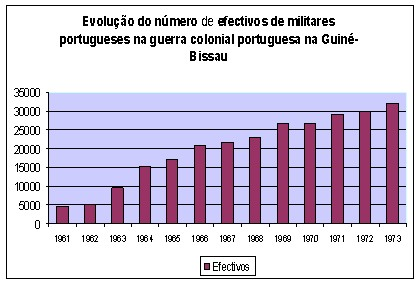
Stärke der portugiesischen Streitkräfte in Guinea-Bissau
(1961–1973)

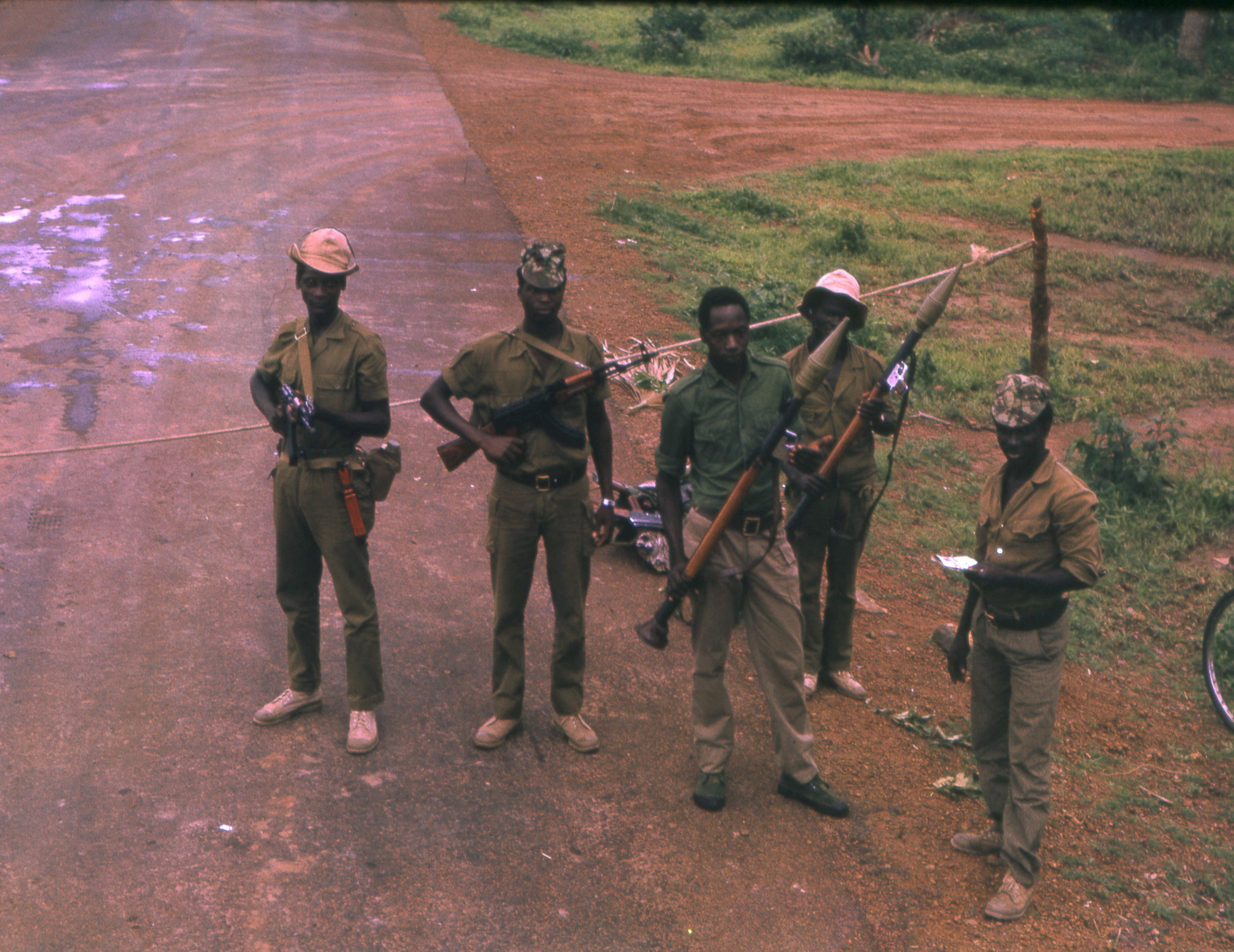
Kontrollposten der PAIGC (1974)

Bis 1915 weitete Portugal seine Kontrolle auch über das Hinterland aus, in dem es dort die letzten unabhängigen Stämme unterwarf. Auf den zahlreichen Inseln des Bissagos-Archipels gelang den Portugiesen die Übernahme der Kontrolle dagegen teils nicht sofort. So leistete etwa die lokale Herrscherin Okinka Pampa bis 1930 auf Orango erfolgreich Widerstand und handelte einen Vertrag aus, der ihrer Insel eine Zeit lang eine relative Unabhängigkeit gewährte.
Der Handel insbesondere in Bissau, der seit einiger Zeit von Deutschen und Franzosen beherrscht wurde, kam in den 1930er Jahren schließlich wieder vollständig unter portugiesische Kontrolle.
1941 wurde Bissau wieder Hauptstadt Portugiesisch-Guineas, das 1951 den neugeschaffenen Status einer Überseeprovinz erhielt.
Die portugiesischen Überseeprovinzen wurden unter dem zunehmenden internationalen Druck auf die autoritäre Salazar-Diktatur eingeführt, die weiter am portugiesischen Kolonialreich fest hielt. Sowohl der Überseeprovinz-Status als auch der Status der Assimilados für die Ureinwohner portugiesischer Kolonien sorgten jedoch für keine tatsächliche Gleichstellung, sondern galten als überwiegend kosmetischer Art. In der Folge organisierten sich die aufkeimenden Unabhängigkeitsbewegungen in den portugiesischen Kolonien. Eine der wichtigsten Keimzellen war die Studentenorganisation Casa dos Estudantes do Império in Lissabon. Auch Amílcar Cabral, Kopf der 1956 gegründeten guinea-bissauischen Unabhängigkeitsbewegung PAIGC, gehörte zum Kreis der dort aktiven Studenten.
Nachdem seit 1961 der Portugiesische Kolonialkrieg aufflammte, nahm 1963 auch die PAIGC den bewaffneten Kampf gegen die portugiesische Herrschaft auf. General António de Spínola führte die portugiesischen Streitkräfte im Guerillakrieg. Trotz einer Reihe militärischer Erfolge und dem Tod Amílcar Cabrals Anfang 1973 erreichten sie kein Ende der Widerstandsbewegung Guinea-Bissaus, die am 24. September 1973 einseitig die Unabhängigkeit des Landes in der provisorischen  Hauptstadt Madina do Boé erklärte.
Nach der Nelkenrevolution am 25. April 1974 beendete die neue Regierung Portugals den Krieg in Guinea-Bissau und erkannte dessen Unabhängigkeit am 10. September 1974 offiziell an, am 29. November 1974 nahm João de Sá Coutinho Sotto Maior als erster Botschafter Portugals in Bissau seinen Dienst auf.
Seither unterstützte Portugal den jungen Staat beim Aufbau seiner Institutionen. Im Zusammenhang mit den häufigen innenpolitischen Krisen, etwa dem Bürgerkrieg 1998/1999 oder dem Militärputsch im April 2012, kam jedoch auch die portugiesische Entwicklungszusammenarbeit immer wieder zum Erliegen.
Die Beziehungen erlebten 2013 vorübergehend eine Beeinträchtigung, als Guinea-Bissau 74 syrische Flüchtlinge, die mit falschen türkischen Pässen ins Land gekommen waren und denen Guinea-Bissau die Einreise verweigert hatte, mit einem Flug der TAP Air Portugal von Bissau nach Lissabon weitergeschickt worden waren. Nachdem die 53 Erwachsenen und 21 Kinder von der portugiesischen Ausländer- und Grenzbehörde SEF (Serviço de Estrangeiros e Fronteiras) registriert und in sozialen Einrichtungen in  Portugal untergebracht wurden, untersagte die Behörde allen Flüge zwischen Bissau und Lissabon, um weitere illegale Einwanderung in die EU zu unterbinden. Parallel wurde der Vertreter Guinea-Bissaus ins Außenministerium Portugals bestellt, wo ihm die Tragweite dieser schweren diplomatischen Krise aus portugiesischer Sicht übermittelt wurde. Auch unter den guinea-bissauischen Bürgern in Portugal sorgte der Fall für Unmut, sowohl auf Grund der wegfallenden Reisemöglichkeit in ihr Heimatland, als auch wegen des unzulässigen Verhaltens der Offiziellen am Flughafen Bissau als Ursache.

## Diplomatie

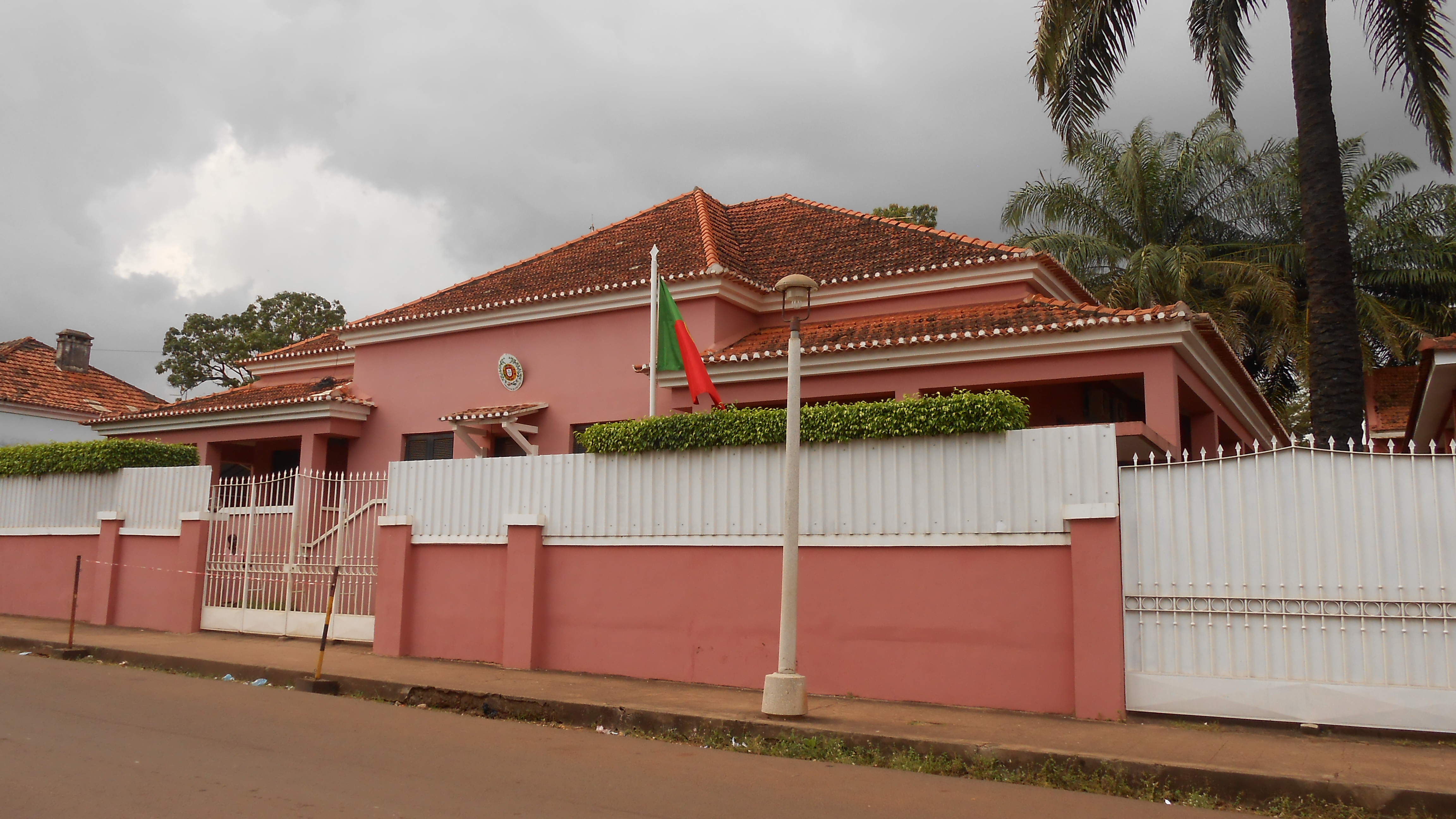
Die portugiesische Botschaft in Bissau

Portugal unterhält eine Botschaft in der Hauptstadt Bissau, in der Avenida Cidade de Lisboa. Daneben sind keine Konsulate Portugals eingerichtet.
Guinea-Bissaus Botschaft in Portugal residiert im Lissabonner Stadtteil Belém in der Rua de Alcolena Nummer 17. Dazu bestehen ein Generalkonsulat in Lissabon, ein Honorarkonsulat in Leiria und zwei Konsulate in Porto und Espinho.

## Partnerstädte
Trotz des vergleichsweise kleinen Staatsgebietes Guinea-Bissaus und der anhaltend schwierigen innenpolitischen Situation bestehen bereits 22 Städte- und Gemeindefreundschaften mit portugiesischen Kommunen oder werden angebahnt (Stand 2015). Sie sind ein Zeichen der auf allen Ebenen tiefgreifend verbesserten guinea-bissauisch-portugiesischen Beziehungen seit der partnerschaftlichen Neuausrichtung der portugiesischen Außenpolitik nach der Nelkenrevolution 1974 und dem folgenden Ende des blutigen portugiesischen Kolonialkriegs in Guinea-Bissau.
Die erste guinea-bissauisch-portugiesische Städtefreundschaft gingen 1983 die beiden Hauptstädte Bissau und Lissabon ein.

## Migration
Im Jahr 2015 lebten 17.006 Bürger Guinea-Bissaus in Portugal, davon die meisten im Distrikt Lissabon (13.162) und im Distrikt Setúbal (1.619). Die Summe ihrer Rücküberweisungen nach Guinea-Bissau betrug 3,15 Mio. Euro im Jahr 2016. (2015: 3,11 Mio.; 2014: 3,39 Mio.; 2013: 2,61 Mio.; 2012: 2,45 Mio.; 2010: 4,84 Mio.; 2005: 2,63 Mio.; 2000: 0,83 Mio.).
2014 waren 7.168 Portugiesen konsularisch in Guinea-Bissau registriert. Sie überwiesen 2,22 Mio. Euro nach Portugal im Jahr 2016 (2015: 2,64 Mio.; 2014: 1,61 Mio.; 2013: 0,53 Mio.; 2012: 0,25 Mio.; 2010: 0,27 Mio.; 2005: 0,02 Mio.; 2000: 0,09 Mio.).

## Wirtschaft

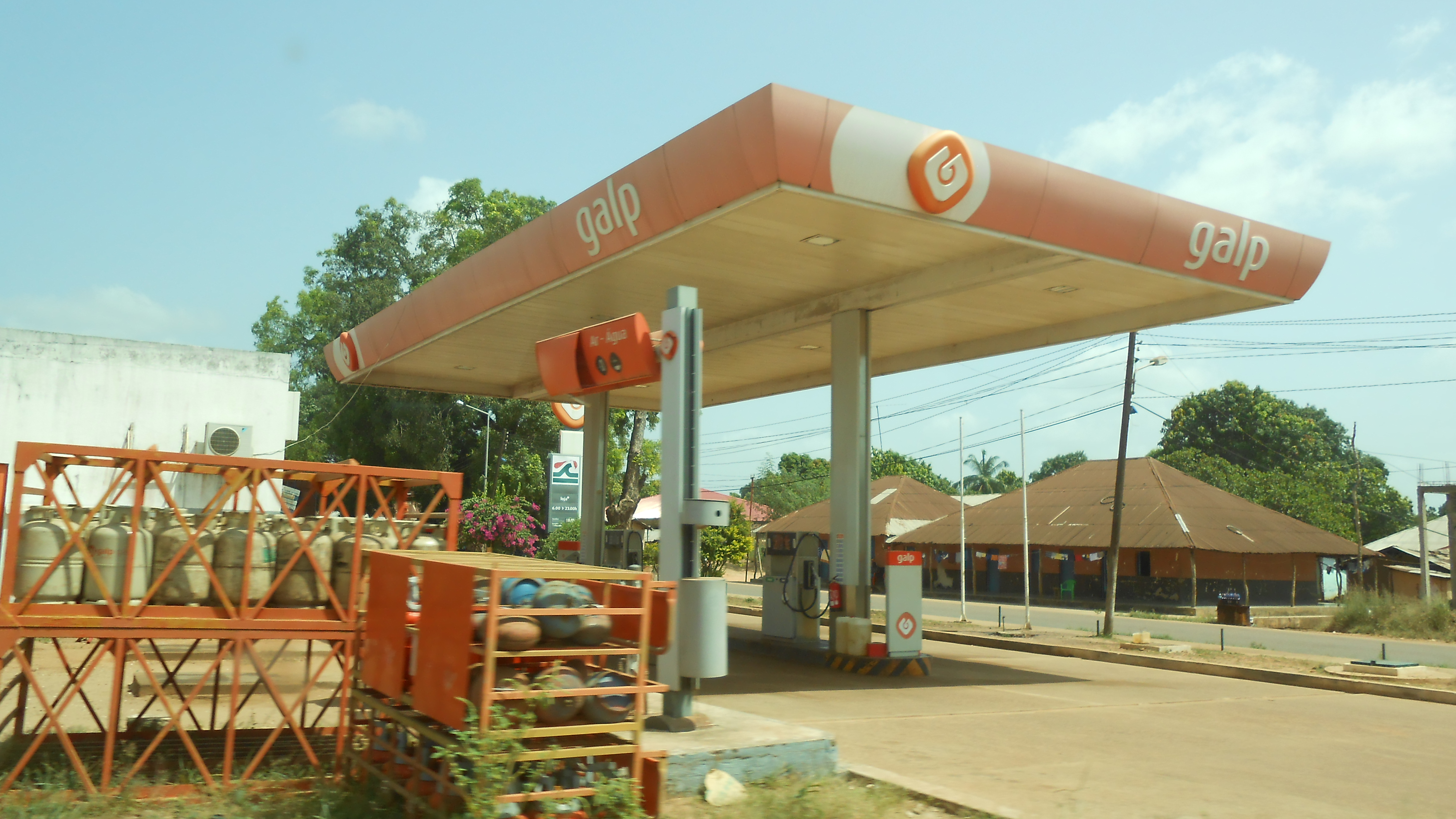
Tankstelle der portugiesischen Galp bei Canchungo: Treibstoffe sind das wichtigste Exportgut Portugals nach Guinea-Bissau, zudem ist die Galp Marktführer in Guinea-Bissau

Die portugiesische Außenhandelskammer AICEP unterhält ein Büro an der portugiesischen Botschaft in Bissau.
Im Jahr 2016 exportierte Portugal Waren und Dienstleistungen im Wert von 95,9 Mio. Euro nach Guinea-Bissau (2015: 80,1 Mio.; 2014: 68,8 Mio.; 2013: 77,2 Mio.; 2012: 81,9 Mio.). Unter den Gütern waren 36,4 % Treibstoffe, 20,3 % Lebensmittel (davon 12 % Bier und Wein), 9,7 % Minerale und Erze, 8,8 % Maschinen und Geräte und 6,5 % landwirtschaftliche Erzeugnisse.
Im gleichen Zeitraum lieferte Guinea-Bissau Waren und Dienstleistungen im Wert von 5,0 Mio. Euro an Portugal (2015: 7,0 Mio.; 2014: 5,6 Mio.; 2013: 5,8 Mio.; 2012: 9,2 Mio.). Unter den Waren hatten einen Anteil von 36,3 % Maschinen und Geräte, 35,1 %  Metallwaren, 20,0 % Optik- und Präzisionsgeräte und 5,5 % Fahrzeuge und Fahrzeugteile (alles vor allem Schrottmaterial), dazu 2,4 % landwirtschaftliche Erzeugnisse.
Damit stand Guinea-Bissau für den portugiesischen Außenhandel bei den Waren an 49. Stelle als Abnehmer und an 155. Stelle als Lieferant. Im guinea-bissauischen Waren-Außenhandel rangierte Portugal an 14. Stelle unter den Abnehmern und an 2. Stelle unter den Lieferanten.

## Kultur
Das portugiesische Kulturinstitut Instituto Camões ist mit einem Sprachzentrum und zwei Lektoraten in Bissau präsent.
Der portugiesische Regisseur João Viana drehte hier seinen Kurzfilm Tabatô und den Langfilm A Batalha de Tabatô, die beide 2013 erschienen und auf einer Reihe internationaler Filmfestivals liefen, u. a. bei der Berlinale 2013 in den Kategorien Forum (Internationales Forum des Jungen Films) und Berlinale Shorts (Kurzfilme).

## Sport

### Fußball

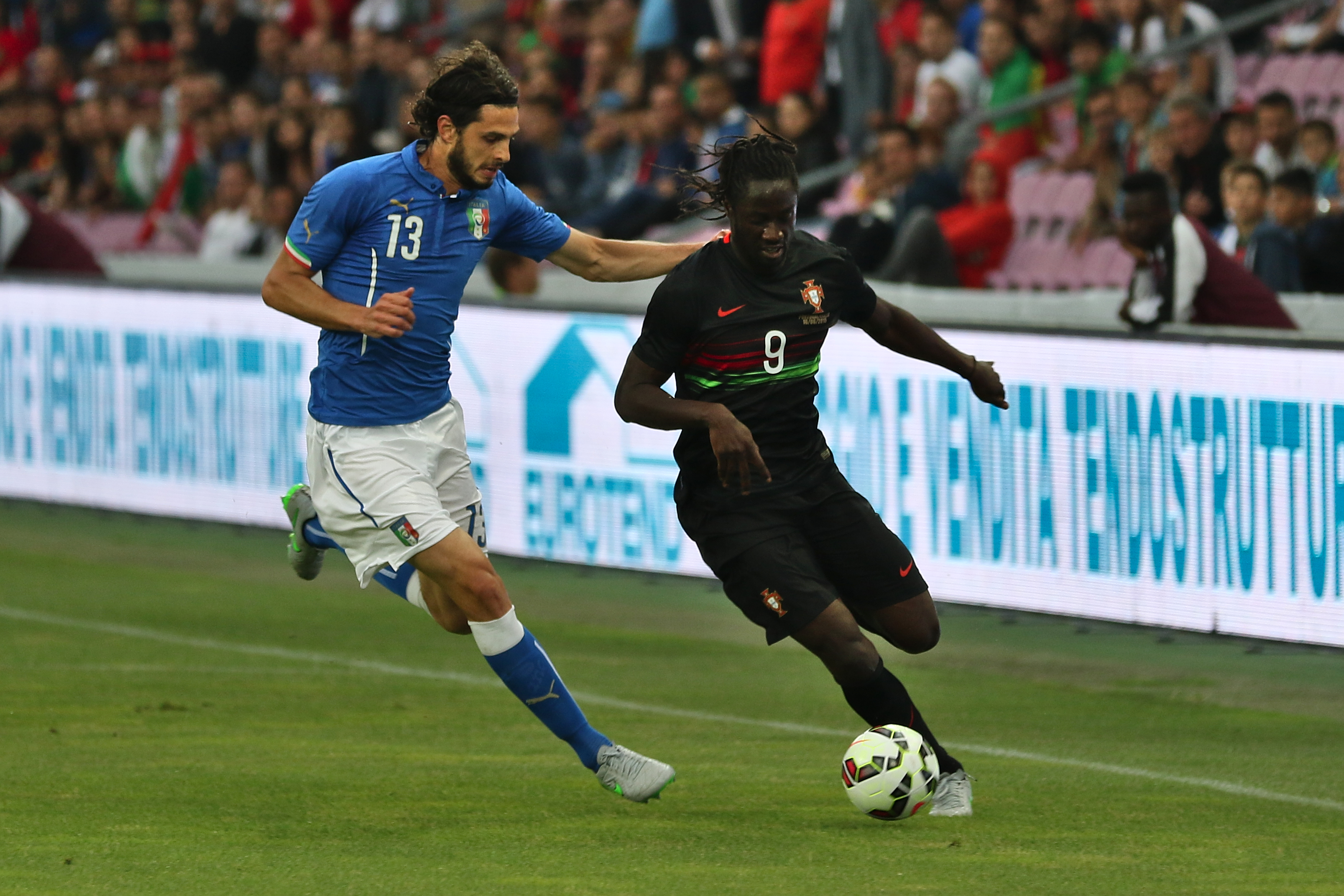
Éder (rechts) im portugiesischen Trikot bei der EM 2016, im Zweikampf mit Italiens Andrea Ranocchia

Fußball ist in beiden Ländern die populärste Sportart. In Folge der jahrhundertelangen portugiesischen Anwesenheit ist der Fußball in Guinea-Bissau dabei stark vom portugiesischen Fußball geprägt. So wird das Geschehen der portugiesischen Primeira Liga von Fußballfreunden in Guinea-Bissau tagesaktuell verfolgt, und die oberste Spielklasse Bissaus, der Campeonato Nacional da Guiné-Bissau, wird von Filialvereinen portugiesischer Klubs wie Sporting Lissabon und Benfica Lissabon dominiert, insbesondere die beiden Rekordmeister Sporting Clube de Bissau und Sport Bissau e Benfica sind zu nennen.
Spieler aus Guinea-Bissau spielen zudem sehr häufig in Portugal und nehmen oft auch die portugiesische Staatsangehörigkeit an. Bekanntestes Beispiel dürfte Éder sein, der als Portugiesischer Nationalspieler mit seinem Siegtreffer im Finale der EM 2016 gegen Frankreich für Portugals ersten EM-Gewinn sorgte.
Weitere Beispiele für guinea-bissauische Spieler in der Nationalelf Portugals sind Agostinho Cá, Yannick Djaló, Joelson Fernandes, Abdu Conté, Toti Gomes und Edgar Ié, während Spieler wie Almami Moreira, Amido Baldé, Leocísio Sami, Toni Silva, Nadjack oder der im portugiesischen Seia geborene Cícero Semedo zwar auch für Portugal spielten, inzwischen aber für die Auswahl Guinea-Bissaus antreten.
Der Portugiese Carlos Manuel war einige Jahre Nationaltrainer Guinea-Bissaus.
Die guinea-bissauische Fußballnationalmannschaft und die portugiesische Nationalelf haben bisher noch nicht gegeneinander gespielt (Stand Februar 2017).

### Anderes
Leichtathleten und andere Sportler aus Guinea-Bissau gehen häufig nach Portugal, um in dortigen Vereinen anzutreten. Einige erhalten auch die portugiesische Staatsbürgerschaft und treten für Portugal an, beispielsweise die Kugelstoßerin und Diskuswerferin und dreifache portugiesische Meisterin Jéssica Inchude.
Beide Länder nahmen bisher an allen Jogos da Lusofonia, den Spielen der portugiesischsprachigen Welt teil.